# Prefectura Autònoma Tujia i Miao de Xiangxi
La Prefectura Autònoma Tujia i Miao de Xiangxi (en xinès simplificat, 湘西 土家族 苗族 自治州; pinyin, Xiangxi Tǔjiāzú Miáozú Zìzhìzhōu), abreujada com Xiangxi, és una prefectura autònoma de la República Popular de la Xina situada al nord-oest de la província de Hunan, a la cruïlla de les províncies de Hunan, Hubei i Anhui. Limita al nord amb Hubei, al sud i a l'est amb Huaihua i a l'oest amb les província de Hubei i la municipalitat de Chongqing. La prefectura é una extensió de 15.462 km² i una població de 2,98 milions d'habitants, dels quals el 80 % són minories ètniques, bàsicament tujia i miao. Xiangxi ha esdevingut un centre d'atenció per al secretari general Xi Jinping pel que fa al programa d'alleujament de la pobresa. per la qual cosa és la zona pilot per al desenvolupament de la regió occidental del país, en què es porta a terme la transferència industrial nacional, el desenvolupament regional de la zona de Wullingshan i la disminució de la pobresa.
L'agost de 1952 es va establir la Regió Autònoma de Xiangxi Miao, la qual es va convertir en Prefectura Autònoma de Xiangxi Miao. L'actual Prefectura Autònoma Tujia i Miao de Xiangxi es va establir el setembre de 1957.
El nom de la prefectura recull les dues principals minories ètniques d'aquesta, els tujies i els miao.

## Geografia
Xiangxi és al nord-oest de la prrvíncia de Hunan, a la zona muntanyosa de Wuling, travessada per més de dos mil rius. El clima subtropical i les abundants pluges afavoreixen les plantacions d'arròs i els cultius oleaginosos.
La capital de la prefectura autònoma és Jishou, ciutat travessada pel riu Tong, que el divideix en dues parts. El riu és navegable i és aprofitat per nombroses embarcacions de passatges i mercaderies. A una riba del riu són característiques les cases de tres pisos d'estil miao i tujia, construïdes sobre columnes. El primer pis serveix de corral, el segon és l'habitatge per a les persones i el pis de dalt s'utilitza per emmagatzemar cereals. A l'altra riba del riu hi ha els edificis residencials nous, disposats en fileres.

## Administració
Xiangxi es divideix en set xians i una ciutat de nivell de xian.
| Codi de zona | Nom en català    | Xinès  | Àrea （km²） | Seu de govern | Codi postal | Divisions administratives | Divisions administratives | Divisions administratives | Divisions administratives | Divisions administratives |
| Codi de zona | Nom en català    | Xinès  | Àrea （km²） | Seu de govern | Codi postal | Subdistrictes             | Ciutats                   | Pobles                    | Llogarets                 | Barris                    |
| ------------ | ---------------- | ------ | ------------ | ------------- | ----------- | ------------------------- | ------------------------- | ------------------------- | ------------------------- | ------------------------- |
| 433100       | Xiangxí          | 湘西   | 15462.30     | Jishou        | 416000      | 7                         | 68                        | 90                        | 183                       | 1966                      |
| 433101       | Ciutat de Jishou | 吉首市 | 1062.46      | Gān zhōu      | 416000      | 4                         | 5                         | 7                         | 38                        | 139                       |
| 433122       | Luxi             | 泸溪县 | 1568.65      | Báishā        | 416100      |                           | 8                         | 7                         | 16                        | 134                       |
| 433123       | Fenghuang        | 凤凰县 | 1751.10      | Tuójiāng      | 416200      |                           | 9                         | 15                        | 15                        | 344                       |
| 433124       | Huayuan          | 花垣县 | 1111.12      | Huāyuán       | 416400      |                           | 8                         | 10                        | 19                        | 288                       |
| 433125       | Baojing          | 保靖县 | 1745.88      | Qiān líng     | 416500      |                           | 10                        | 6                         | 16                        | 196                       |
| 433126       | Guzhang          | 古丈县 | 1286.23      | Gǔ yáng       | 416300      |                           | 5                         | 7                         | 18                        | 140                       |
| 433127       | Yongshun         | 永顺县 | 3809.69      | Líng xī       | 416700      |                           | 12                        | 18                        | 33                        | 291                       |
| 433130       | Longshan         | 龙山县 | 3127.16      | Mín ān        | 416800      | 3                         | 11                        | 20                        | 28                        | 434                       |

## Patrimoni cultural
Cal esmentar, entre el patrimoni cultural de la prefectura els següents:
- La Gran muralla del sud de la Xina (中国南长城), també coneguda localment com a Gran muralla Miao-jiang (苗疆长城, miáo jiāng chángchéng).
- El xian de Fenghuang i la seva ciutat pintoresca.
- El també pintoresc nucli antic de Furong, al xian de Yongshun.